# الحرب السيبرانية والولايات المتحدة
الحرب السيبرانية هي استخدام تكنولوجيا الكمبيوتر لتعطيل أنشطة دولة أو منظمة، وخاصة الهجوم المتعمد على أنظمة المعلومات لأغراض استراتيجية أو عسكرية. باعتبارها دولة ذات اقتصاد متقدم كبير، تعتمد الولايات المتحدة بشكل كبير على الإنترنت، وبالتالي فهي معرضة بشكل كبير للهجمات الإلكترونية. وفي الوقت نفسه، تتمتع الولايات المتحدة بقدرات كبيرة في كل من الدفاع وإسقاط القوة الهجومية بفضل التكنولوجيا المتقدمة نسبيا والميزانية العسكرية الضخمة. تشكل الحرب السيبرانية تهديدًا متزايدًا للأنظمة والبنية الأساسية المادية المرتبطة بالإنترنت. تظل عمليات القرصنة الخبيثة من قبل أعداء محليين أو أجانب تشكل تهديدًا مستمرًا للولايات المتحدة. وردًا على هذه التهديدات المتزايدة، طورت الولايات المتحدة قدرات إلكترونية كبيرة.
تعترف وزارة الدفاع الأمريكية بأن استخدام أجهزة الكمبيوتر والإنترنت لشن حرب في الفضاء الإلكتروني يشكل تهديدًا للأمن القومي، ولكن أيضًا كمنصة للهجوم.
تعمل القيادة السيبرانية للولايات المتحدة على مركزية قيادة عمليات الفضاء الإلكتروني وتنظيم الموارد السيبرانية الموجودة ومزامنة الدفاع عن الشبكات العسكرية الأمريكية. إنها قيادة قتالية موحدة للقوات المسلحة. وضع تقرير صادر عام 2021 عن المعهد الدولي للدراسات الاستراتيجية الولايات المتحدة باعتبارها القوة العظمى السيبرانية الرائدة في العالم، مع الأخذ في الاعتبار قدراتها الهجومية والدفاعية والاستخباراتية السيبرانية.

## الخلفية
حرب سبيرانية (بالإنجليزية: Cyberwarfare) هي مصطلح يشير إلى استخدام الحواسيب وشبكة (الإنترنت) في مهاجمة الأعداء وهم يدعون بالمخترقين (hackers) وهناك منظمات في جميع أنحاء العالم، بالطبع ً ليس جميع المخترقين سارقين ففيهم من هو يسمى القرصان أبيض القبعة (الهكر الاخلاقي) وهو يقوم بالعادة بارجاع المواقع الشخصية وحماية وسد ثغرات الأنظمة، هناك جامعات كبرى تدرس هذا العلم بشرط ان يقسم الطالب على عدم استخدامه في الاضرار أو السرقة والجدير بالذكر أن الهكر الاخلاقي يدرس كيف يخترق ويدرس جميع فنون الهكر بالصورة العلمية أي أنه أكثر تطورا ودراية من الهكر الطبيعي واليوم تدور معارك على الشبكة (الإنترنت) وليس هناك نظام في العالم خال من الثغرات، مايكروسوفت تصارع من أجل البقاء ولدى مايكروسوفت فريق من أشهر الهكرز والكراكرز لسد ثغرات الوندوز وهي تقوم شهرياً باصدار ملف لصد فايروسات لايمكن صدها كــ سايسبر الذي هو دودة إذا أنتشرت في جهاز الجهاز يعدي أجهزة الشبكة جميعها!

## استراتيجية وزارة الدفاع السيبرانية
في سبتمبر 2023، نشرت وزارة الدفاع استراتيجيتها السيبرانية الأحدث، بناءً على استراتيجية وزارة الدفاع السابقة للعمل في الفضاء الإلكتروني التي نُشرت في أبريل 2015 ويوليو 2011. تركز استراتيجية وزارة الدفاع الأميركية السيبرانية على بناء القدرات اللازمة لحماية وتأمين والدفاع عن شبكاتها وأنظمتها ومعلوماتها؛ والدفاع عن الأمة ضد الهجمات السيبرانية؛ ودعم خطط الطوارئ. ويتضمن ذلك الاستعداد للعمل ومواصلة تنفيذ المهام في البيئات المتأثرة بالهجمات الإلكترونية.
حددت وزارة الدفاع الأمريكية ثلاث مهام سيبرانية:
1. الدفاع عن شبكات وزارة الدفاع وأنظمتها ومعلوماتها.
2. الدفاع عن الولايات المتحدة ومصالحها ضد الهجمات الإلكترونية ذات العواقب الكبيرة.
3. توفير قدرات سيبرانية متكاملة لدعم العمليات العسكرية وخطط الطوارئ.

بالإضافة إلى ذلك، تؤكد استراتيجية الأمن السيبراني على الحاجة إلى بناء الجسور مع القطاع الخاص، بحيث تكون أفضل المواهب والتكنولوجيا التي تستطيع الولايات المتحدة تقديمها تحت تصرف وزارة الدفاع.

### الأركان الخمسة
2. الدفاع عن شبكة معلومات وزارة الدفاع، وتأمين بيانات وزارة الدفاع، والتخفيف من المخاطر التي تهدد مهام وزارة الدفاع؛
3. الاستعداد للدفاع عن الوطن الأمريكي والمصالح الحيوية للولايات المتحدة من الهجمات الإلكترونية التخريبية أو المدمرة ذات العواقب الكبيرة؛
4. بناء وصيانة خيارات سيبرانية قابلة للتطبيق والتخطيط لاستخدام هذه الخيارات للسيطرة على تصعيد الصراع وتشكيل بيئة الصراع في جميع المراحل؛
تشكل الركائز الخمس الأساس لاستراتيجية وزارة الدفاع للحرب السيبرانية. الركيزة الأولى هي الاعتراف بأن المجال الجديد للحرب هو الفضاء الإلكتروني وأنه يشبه العناصر الأخرى في ساحة المعركة. الأهداف الرئيسية لهذا الركيزة هي بناء القدرات التقنية وتسريع البحث والتطوير لتزويد الولايات المتحدة بميزة تكنولوجية. الركيزة الثانية هي الدفاعات الاستباقية في مقابل الدفاع السلبي. ومن الأمثلة على الدفاع السلبي نظافة الكمبيوتر وجدران الحماية. يتطلب توازن الهجمات دفاعًا نشطًا باستخدام أجهزة استشعار لتوفير استجابة سريعة للكشف عن أي هجوم إلكتروني على شبكة الكمبيوتر وإيقافه. وهذا من شأنه أن يوفر تكتيكات عسكرية لتتبع ومطاردة ومهاجمة المتطفلين الأعداء. الركيزة الثالثة هي حماية البنية التحتية الحيوية لضمان حماية البنية التحتية الحيوية من خلال تطوير أنظمة الإنذار لتوقع التهديدات. أما الركيزة الرابعة فهي استخدام الدفاع الجماعي الذي من شأنه أن يوفر القدرة على الكشف المبكر ودمجه في هيكل الدفاع ضد الحرب السيبرانية. ويهدف هذا الركيزة إلى استكشاف كافة الخيارات في مواجهة الصراع، والحد من الخسائر في الأرواح وتدمير الممتلكات. ويتمثل الركيزة الخامسة في بناء التحالفات والشراكات الدولية والحفاظ عليها لردع التهديدات المشتركة، والبقاء على القدرة على التكيف والمرونة لبناء تحالفات جديدة حسب الحاجة. يركز هذا على «المناطق ذات الأولوية، بما في ذلك الشرق الأوسط، ومنطقة آسيا والمحيط الهادئ، وأوروبا».

### الاستراتيجية السيبرانية الوطنية لإدارة ترامب
بعد فترة وجيزة من انتخابه، تعهد الرئيس الأمريكي دونالد ترامب بتقديم خطة شاملة لتحسين الأمن السيبراني في الولايات المتحدة خلال 90 يومًا من تنصيبه. وبعد ثلاثة أسابيع من انقضاء مهلة التسعين يومًا المحددة، وقّع أمرًا تنفيذيًا زعم فيه تعزيز الشبكات الحكومية. وبموجب الأمر التنفيذي الجديد، سيُحاسب قادة الوكالات الفيدرالية على أي اختراقات لشبكاتهم، وستلتزم الوكالات الفيدرالية بإطار عمل المعهد الوطني للمعايير والتكنولوجيا لتحسين الأمن السيبراني للبنية التحتية الحيوية في تعزيز ممارسات إدارة المخاطر. بالإضافة إلى ذلك، كان على الوزارات الفيدرالية فحص قدرات الدفاع السيبراني للوكالات خلال 90 يومًا، مع التركيز على «خيارات تخفيف المخاطر وقبولها» وتقييم احتياجات التمويل ومشاركة التكنولوجيا بين الوزارات. وزعم خبراء الأمن السيبراني لاحقًا أن الأمر «من غير المرجح» أن يكون له تأثير كبير.
في سبتمبر/أيلول، وقّع الرئيس ترامب على الاستراتيجية الوطنية للأمن السيبراني، وهي «أول استراتيجية سيبرانية مُفصّلة بالكامل للولايات المتحدة منذ عام 2003». وزعم جون بولتون، مستشار الأمن القومي، في سبتمبر/أيلول 2018 أن «الاستراتيجية الوطنية للأمن السيبراني» الجديدة لإدارة ترامب قد استبدلت القيود المفروضة على استخدام العمليات السيبرانية الهجومية بنظام قانوني يُمكّن وزارة الدفاع والهيئات المعنية الأخرى من العمل بصلاحيات أكبر لاختراق الشبكات الأجنبية لردع عمليات الاختراق على الأنظمة الأمريكية. ووصف بولتون الاستراتيجية الجديدة بأنها مسعى «لإنشاء هياكل ردع قوية تُقنع الخصم بعدم شن هجوم في المقام الأول»، وأضاف أن اتخاذ القرارات المتعلقة بشن الهجمات سيُنقل إلى أسفل التسلسل القيادي بدلاً من اشتراط موافقة الرئيس.
وأعلنت وزارة الدفاع، في وثيقة استراتيجيتها الصادرة في سبتمبر/أيلول 2018، أنها سوف «تدافع عن الشبكات الأميركية» من خلال تعطيل «النشاط السيبراني الخبيث في مصدره» وتسعى إلى «ضمان وجود عواقب للسلوك السيبراني غير المسؤول» من خلال «الحفاظ على السلام من خلال القوة».
وقد أثارت الاستراتيجية الوطنية للأمن السيبراني انتقادات مفادها أن تقييم أعمال الحرب السيبرانية ضد الولايات المتحدة لا يزال غامضاً، لأن القانون الأميركي الحالي لا يحدد على وجه التحديد ما يشكل عملاً سيبرانياً غير قانوني يتجاوز نشاطاً حاسوبياً مبرراً. إن الوضع القانوني لمعظم أبحاث أمن المعلومات في الولايات المتحدة يحكمه قانون الاحتيال وإساءة استخدام الكمبيوتر لعام 1986، والذي تم السخرية منه باعتباره «مُصاغًا بشكل سيئ ويتم تنفيذه بشكل تعسفي» من خلال تمكين مقاضاة أساليب البحث المفيدة في أمن المعلومات مثل إن ماب أو شودان. وبما أن حتى الخدمات المطلوبة أصبحت محظورة، فإن خبراء أمن المعلومات من المستوى الأعلى يجدون صعوبة في تحسين البنية الأساسية للدفاع السيبراني.

## الهجوم الإلكتروني كعمل حربي
في عام 2011، نشر البيت الأبيض «استراتيجية دولية للفضاء الإلكتروني» احتفظت فيها بالحق في استخدام القوة العسكرية ردًا على أي هجوم إلكتروني:
في عام 2013، ذهبت هيئة علوم الدفاع ‏، وهي لجنة استشارية مستقلة لوزير الدفاع الأمريكي، إلى أبعد من ذلك، حيث صرحت بأن «التهديد السيبراني خطير، مع عواقب محتملة مماثلة في بعض النواحي للتهديد النووي في الحرب الباردة»، وأوصت، ردًا على «الحالة الأكثر تطرفًا» (التي وصفت بأنها «هجوم سيبراني كارثي كامل الطيف»)، بأن «الأسلحة النووية ستظل الاستجابة النهائية وترسيخ سلم الردع».

## الهجمات على الدول الأخرى

### إيران
في يونيو/حزيران 2010، تعرضت إيران لهجوم إلكتروني عندما اخترقت دودة الإنترنت «ستوكسنت» منشأتها النووية في نطنز، وقيل إنها كانت أكثر البرامج الضارة تقدماً على الإطلاق، وزادت بشكل كبير من حجم الحرب الإلكترونية. لقد دمرت ما يقرب من ألف جهاز طرد مركزي نووي، ووفقاً لمقال في موقع بيزنس إنسايدر، فقد «».
وعلى الرغم من عدم وجود تأكيد رسمي، أدلى غاري سامور، منسق البيت الأبيض لشؤون ضبط الأسلحة وأسلحة الدمار الشامل، بتصريح عام قال فيه: «نحن سعداء لأنهم [الإيرانيون] يواجهون مشاكل مع أجهزة الطرد المركزي الخاصة بهم، وأننا ـ الولايات المتحدة وحلفاؤها—نبذل كل ما في وسعنا لضمان تعقيد الأمور بالنسبة لهم»، مقدماً «اعترافاً ضمنياً» بتورط الولايات المتحدة في ستوكسنت.

### الصين
في يونيو/حزيران 2013، صرّح إدوارد سنودن، المتعاقد السابق مع وكالة الأمن القومي الأميركية، بأن حكومة الولايات المتحدة اخترقت شركات الهاتف المحمول الصينية لجمع الرسائل النصية، وتجسست على جامعة تسينغهوا، وأرسلت وكالات التجسس التابعة لها لمراقبة الصين وهونج كونج لسنوات. في مارس/آذار 2014، كشفت صحيفة نيويورك تايمز عن وثائق سرية قدمها إدوارد سنودن أظهرت أن وكالة الأمن القومي الأميركية تسللت إلى الخوادم في المقر الرئيسي لشركة هواوي. وقالت صحيفة نيويورك تايمز إنه على الرغم من أن الهدف الأولي للوكالة كان العثور على روابط بين الشركة والجيش الصيني، إلا أن الأهداف اللاحقة ذهبت إلى أبعد من ذلك وشملت استغلال تكنولوجيا هواوي بحيث يمكن للوكالة استخدام معداتها لإجراء المراقبة، وإذا أمر الرئيس بذلك، عمليات سيبرانية هجومية ضد مستخدميها.
في عام 2020، نسبت شركة صينية للأمن السيبراني علنًا حملة تجسس سيبراني إلى وكالة حكومية أمريكية.(ص.219-220)
في مارس وأبريل ويونيو 2022، نشر مركز الاستجابة لحالات الطوارئ الخاصة بفيروسات الكمبيوتر الوطني في الصين (CVERC) تحليلًا فنيًا ينسب الهجمات الإلكترونية على الشبكات الصينية إلى وكالات حكومية أمريكية.(ص.221) وقال محللو الأمن السيبراني الذين أجرى موقع وايرد مقابلات معهم إن التفاصيل تعتمد على معلومات كانت متاحة للعامة لسنوات وأن الكشف عنها كان مفيدًا لحملات الدعاية للبلاد.
في سبتمبر 2022، اتهم مركز الاستجابة لحالات الطوارئ الخاصة بفيروسات الكمبيوتر الوطني في الصين وكالة الأمن القومي الأمريكي بتنفيذ سلسلة من الهجمات الإلكترونية ضد جامعة نورث وسترن بوليتكنيك كجزء من عشرات الآلاف من «هجمات الشبكة الخبيثة» التي قالت إن الوكالة نفذتها ضد أهداف صينية. وقالت الولايات المتحدة إن الجامعة أجرت أبحاثًا عسكرية واسعة النطاق، كما أدرجت وزارة التجارة الأمريكية الجامعة على قائمة الكيانات التابعة لها.
في أبريل 2025، قالت لجنة مركز الاستجابة لحالات الطوارئ الخاصة بفيروسات الكمبيوتر الوطني في الصين إن أنظمة المعلومات الخاصة بدورة الألعاب الآسيوية الشتوية لعام 2025 التي استضافتها ‏ تعرضت لأكثر من مائتي ألف هجوم إلكتروني أجنبي واتهمت الولايات المتحدة بالوقوف وراء معظم الهجمات. وقالت لجنة مكافحة الإرهاب والجريمة الإلكترونية إن الهجمات لم تسبب أضرارًا كبيرة، وأدانت الهجمات الإلكترونية التي تستهدف الأحداث الدولية الكبرى. وقد جاءت هذه الاتهامات في خضم حرب تجارية بين الولايات المتحدة والصين وبعد أن اتهمت الولايات المتحدة بكين بتنفيذ حملة تجسس إلكتروني استهدفت منتقدي بكين المقيمين في الولايات المتحدة.

### روسيا
في يونيو 2019، قالت روسيا إن شبكتها الكهربائية ‏ قد تتعرض لهجوم إلكتروني من قبل الولايات المتحدة. وذكرت صحيفة نيويورك تايمز أن قراصنة أمريكيين من القيادة السيبرانية للولايات المتحدة زرعوا برمجيات خبيثة قادرة على تعطيل الشبكة الكهربائية الروسية.

### الآخرين
- وبحسب رواية طوماس سي ريد في كتابه السيرة الذاتية الصادر عام 2004 بعنوان في الهاوية: تاريخ الحرب الباردة من الداخل [الإنجليزية]، ففي عام 1982، تسبب نظام التحكم في الكمبيوتر الذي سرقه جواسيس سوفييت من شركة كندية في انفجار خط أنابيب الغاز السوفييتي. وزعم أن وكالة المخابرات المركزية الأمريكية قامت بتعديل الكود الخاص بنظام التحكم ليشمل قنبلة منطقية تعمل على تغيير سرعات المضخة للتسبب في الانفجار،[35][36][37] ولكن هذا الأمر محل نزاع.[38][39]
- في الأول من أبريل عام 1991، نُشر مقال في مجلة إنفو وورلد  [لغات أخرى]‏ بعنوان فيروس ميتا معد لإطلاق وباء على مستخدمي ويندوز 3.0 بقلم جون جانتز[40] وقد قيل إنه كان مثالاً مبكراً للغاية للحرب السيبرانية بين بلدين. في الواقع، كان «فيروس إيه إف/91  [لغات أخرى]‏» مجرد كذبة أبريل التي أسيء فهمها وأعيد نشرها على نطاق واسع على أنها حقيقة من قبل وسائل الإعلام الساذجة.[41]

## تبادل المعلومات حول التهديدات السيبرانية
كان لدى البنتاغون اتفاقية لتبادل المعلومات، وهي برنامج الأمن السيبراني وضمان المعلومات في القاعدة الصناعية الدفاعية (DIBCIA)، مع بعض المتعاقدين الدفاعيين من القطاع الخاص منذ عام 2007 والذي تم توسيع نطاق الوصول إليه في عام 2012. وقد تم اقتراح عدد من المبادرات الأخرى لتبادل المعلومات مثل قانون تبادل وحماية الاستخبارات السيبرانية (CISPA) وقانون تبادل معلومات الأمن السيبراني ‏ (CISA)، ولكنها فشلت لأسباب مختلفة بما في ذلك المخاوف من إمكانية استخدامها للتجسس على عامة الناس.

## القيادة السيبرانية للولايات المتحدة
القيادة السيبرانية للولايات المتحدة (USCYBERCOM) هي قيادة قتالية موحدة للقوات المسلحة للولايات المتحدة. تخطط القيادة السيبرانية الأمريكية وتنسق وتدمج وتزامن وتجري الأنشطة من أجل: الدفاع عن شبكات المعلومات التابعة لوزارة الدفاع؛ والاستعداد لإجراء «عمليات الفضاء الإلكتروني العسكرية كاملة الطيف» لضمان حرية العمل للولايات المتحدة وحلفائها في الفضاء الإلكتروني وحرمان الخصوم من ذلك.

### الجيش
قيادة الجيش السيبراني (ARCYBER) هي قيادة مكونة من الجيش تابعة للقيادة السيبرانية الأمريكية. يحتوي ARCYBER على المكونات التالية:
- قيادة تكنولوجيا شبكات الجيش / قيادة إشارات الجيش التاسع
- أجزاء من قيادة عمليات المعلومات الأولى (البرية)  [لغات أخرى]‏
- ستكون قيادة الاستخبارات والأمن التابعة للجيش الأمريكي تحت السيطرة التشغيلية لشركة ARCYBER فيما يتعلق بالإجراءات المتعلقة بالأمن السيبراني.[45][46][47]

تم منح سلطات إلكترونية جديدة بموجب مذكرة الرئاسة للأمن القومي رقم 13؛ وأصبحت المشاركات الإلكترونية المستمرة في القيادة الإلكترونية هي القاعدة الجديدة للعمليات الإلكترونية.تم منح سلطات إلكترونية جديدة بموجب مذكرة الرئاسة للأمن القومي رقم 13؛  وأصبحت المشاركات الإلكترونية المستمرة في القيادة الإلكترونية هي القاعدة الجديدة للعمليات الإلكترونية.

### سلاح مشاة البحرية
قيادة الفضاء الإلكتروني التابعة لقوات مشاة البحرية الأمريكية هي تشكيل وظيفي لقوات مشاة البحرية الأمريكية لحماية البنية التحتية من الحرب الإلكترونية.

### القوات الجوية
القوة الجوية السادسة عشرة ( 16 AF ) هي أحد مكونات القوات الجوية الأمريكية التابعة للقيادة السيبرانية للولايات المتحدة (USCYBERCOM). يحتوي على المكونات التالية:
- الجناح 67 للفضاء الإلكتروني  [لغات أخرى]‏
- الجناح 688 للفضاء الإلكتروني  [لغات أخرى]‏
- جناح الاتصالات القتالية 689  [لغات أخرى]‏

يتم تعزيز أنظمة إف-15 وسي-130 ضد الهجمات الإلكترونية اعتبارًا من عام 2019.

### بحرية الولايات المتحدة
القوات البحرية السيبرانية (سايبرفور) هو نوع من القادة للقوى العاملة السيبرانية العالمية التابعة للبحرية الأمريكية. يقع المقر الرئيسي في قاعدة ليتل كريك-فورت ستوري المشتركة. توفر شركة سايبرفور القوات والمعدات في مجال التشفير/استخبارات الإشارات، والحرب الإلكترونية، والعمليات المعلوماتية، والاستخبارات، والشبكات، والفضاء. في سبتمبر 2013، ستقدم الأكاديمية البحرية الأمريكية للطلاب الجامعيين الفرصة للتخصص في العمليات السيبرانية للولايات المتحدة.
قيادة الأسطول السيبراني ‏ هي قوة عاملة ‏ تابعة للبحرية الأمريكية مسؤولة عن برامج الحرب السيبرانية التابعة للبحرية. الأسطول العاشر هو مزود القوة لقيادة الأسطول السيبراني. مكونات الأسطول هي:
- قيادة حرب الشبكة البحرية  [لغات أخرى]‏
- قيادة عمليات الدفاع السيبراني البحرية
- قيادات عمليات المعلومات البحرية
- قوات المهام المشتركة

## الجدول الزمني
- تعرضت أنظمة الجيش الأمريكي ومؤسسات البحث الخاصة للاختراق منذ مارس 1998 ولمدة عامين تقريبًا في حادثة عُرفت باسم «متاهة ضوء القمر». وتتبعت وزارة الدفاع الأمريكية مسار العملية إلى حاسوب مركزي في الاتحاد السوفيتي السابق، إلا أن الجهة المسؤولة عن الهجمات غير معروفة، وتنفي روسيا أي تورط لها.
- تيتان راين هو التسمية التي أطلقتها الحكومة الأمريكية على سلسلة من الهجمات المنسقة على أنظمة الكمبيوتر الأمريكية منذ عام 2003. وقد تم تصنيف الهجمات على أنها صينية الأصل، على الرغم من أن طبيعتها الدقيقة (أي التجسس برعاية الدولة، أو التجسس على الشركات، أو هجمات القراصنة العشوائية) وهوياتها الحقيقية (أي مقنعة بالوكالة، أو كمبيوتر زومبي، أو مصاب ببرامج التجسس/الفيروسات) لا تزال غير معروفة.
- في عام 2007، عانت حكومة الولايات المتحدة من «عملية تجسس بيرل هاربر» حيث اخترقت قوة أجنبية مجهولة جميع وكالات التكنولوجيا العالية، وجميع الوكالات العسكرية، وحملت تيرابايتات من المعلومات.[56]
- في عام 2008، وقعت حادثة اختراق لمنشأة عسكرية أمريكية في الشرق الأوسط. أصدر نائب وزير الدفاع الأمريكي، ويليام جاي لين الثالث، أمرًا إلى البنتاغون بنشر وثيقة تُظهر «شفرة خبيثة» على وحدة تخزين يو إس بي محمولة، انتشرت دون أن يُكتشف أمرها على أنظمة البنتاغون السرية وغير السرية، مُنشئةً بذلك رأس جسر رقمي يُمكن من خلاله نقل البيانات إلى خوادم خاضعة لسيطرة أجنبية. وكتب لين في مقال بمجلة الشؤون الخارجية: «كان هذا أسوأ مخاوف مسؤول الشبكة: برنامج مارق يعمل بصمت، مُستعد لتسليم الخطط التشغيلية إلى أيدي خصم مجهول. كان هذا... أكبر اختراق لأجهزة الكمبيوتر العسكرية الأمريكية على الإطلاق، وكان بمثابة جرس إنذار مهم».[57]
- عملية «باكشوت يانكي»، التي نفذتها الولايات المتحدة ردًا على اختراق عام 2008 الذي زُعم أن روسيا تقف وراءه. استمرت هذه العملية ثلاث سنوات، بدءًا من أكتوبر 2008 عند اكتشاف الاختراق لأول مرة. تضمنت العملية محاولاتٍ لكشف الشيفرة الخبيثة (Agent.btz) والحد من خطورتها، والتي انتشرت إلى أجهزة الكمبيوتر العسكرية حول العالم. طلب الفريق الذي نفّذ العملية الإذن باستخدام وسائل أكثر هجومية لمكافحة هذه الشيفرة، لكن كبار المسؤولين رفضوا ذلك. كانت عملية «باكشوت يانكي» حافزًا لتشكيل قيادة الأمن السيبراني.[58]
- في 9 فبراير 2009، أعلن البيت الأبيض أنه سيجري مراجعة للأمن السيبراني في البلاد لضمان أن مبادرات الأمن السيبراني للحكومة الفيدرالية للولايات المتحدة يتم دمجها بشكل مناسب وتوفير الموارد لها وتنسيقها مع الكونغرس الأمريكي والقطاع الخاص.[59]
- في الأول من أبريل/نيسان 2009، دفع المشرعون الأميركيون نحو تعيين «قيصر» للأمن السيبراني في البيت الأبيض لتعزيز دفاعات الولايات المتحدة ضد الهجمات السيبرانية بشكل كبير، وصياغة مقترحات من شأنها تمكين الحكومة من وضع وتطبيق معايير أمنية للصناعة الخاصة لأول مرة.[60][61]
- في 7 أبريل 2009، أعلن البنتاغون أنه أنفق أكثر من 100 مليون دولار خلال الأشهر الستة الماضية للاستجابة وإصلاح الأضرار الناجمة عن الهجمات الإلكترونية وغيرها من مشاكل شبكات الكمبيوتر.[62]
- بين ديسمبر 2009 ويناير 2010، شُنّ هجوم إلكتروني، أُطلق عليه اسم «عملية أورورا»، انطلاقًا من الصين ضد جوجل وأكثر من 20 شركة أخرى.[63] صرّحت جوجل بأن الهجمات انطلقت من الصين، وأنها ستراجع جدوى عملياتها التجارية في الصين عقب الحادث. ووفقًا لجوجل، استهدفت الهجمات ما لا يقل عن 20 شركة أخرى في قطاعات مختلفة. وزعم متحدثون باسم شركة مكافي أن «هذا الهجوم هو الأبرز من نوعه الذي شهدناه في الآونة الأخيرة».[64]
- في فبراير/شباط 2010، أصدرت قيادة القوات المشتركة للولايات المتحدة دراسة تضمنت ملخصاً للتهديدات التي يشكلها الإنترنت: «إن التدفق المفتوح والحر للمعلومات الذي يفضله الغرب سوف يمنح الخصوم قدرة غير مسبوقة على جمع المعلومات الاستخباراتية».[65]
- في 19 يونيو/حزيران 2010، قدّم السيناتور الأمريكي جو ليبرمان (مستقل، كونيتيكت) مشروع قانون بعنوان «قانون حماية الفضاء الإلكتروني كأصل وطني لعام 2010»،[66] والذي شارك في صياغته مع السيناتور سوزان كولينز (جمهورية، مين) والسيناتور توم كاربر (ديمقراطي، ديلاوير). في حال إقراره، سيمنح هذا القانون المثير للجدل، الذي أطلقت عليه وسائل الإعلام الأمريكية اسم «قانون إيقاف الخدمة»، الرئيس صلاحيات طارئة على أجزاء من الإنترنت. مع ذلك، أصدر واضعو مشروع القانون الثلاثة بيانًا يفيد بأن مشروع القانون «[ضيّق] نطاق] السلطة الرئاسية الواسعة القائمة للسيطرة على شبكات الاتصالات».[67]
- في أغسطس/آب 2010، حذّرت الولايات المتحدة علنًا، ولأول مرة، من استخدام الجيش الصيني لخبراء حاسوب مدنيين في هجمات إلكترونية سرية تستهدف شركات وهيئات حكومية أمريكية. كما أشار البنتاغون إلى شبكة تجسس حاسوبية مزعومة مقرها الصين تُعرف باسم «غوست نت»، كُشف عنها في تقرير بحثي صدر العام الماضي.[68] وصرح البنتاغون بأن جيش التحرير الشعبي يستخدم «وحدات حرب معلوماتية» لتطوير فيروسات لمهاجمة أنظمة وشبكات حاسوب العدو، وأن هذه الوحدات تضم متخصصين مدنيين في مجال الحاسوب. وسيُشرف القائد بوب ميهل على تعزيز جيش التحرير الشعبي لقدراته في مجال الحرب الإلكترونية، و«سيواصل تطوير قدراته لمواجهة أي تهديد محتمل».[69]
- في عام 2010، أيد الجنرال الأمريكي كيث بي. الكسندر المحادثات مع روسيا بشأن اقتراح للحد من الهجمات العسكرية في الفضاء الإلكتروني، وهو ما يمثل تحولاً كبيراً في السياسة الأمريكية.[70]
- في عام 2011، وفي إطار هجوم مجموعة «أنونيموس» على موقع (بالإنجليزية: HBGary)، كُشفت معلومات فيدرالية عن شركات خاصة، مثل شركة «إندجيم سيستمز»، تُصمم برمجيات هجومية لوزارة الدفاع الأمريكية. وتبيّن أن المتقدمين لوظائف في شركة «إندجيم سيستمز» كانوا سابقًا «يديرون فريقًا من 15 شخصًا، مسؤولين عن تنسيق عمليات شبكات الحاسوب الهجومية لوزارة الدفاع الأمريكية ووكالات فيدرالية أخرى».[71]
- في أكتوبر/تشرين الأول 2012، كان من المقرر أن يستضيف البنتاغون متعاقدين «يرغبون في اقتراح تقنيات ثورية لفهم وتخطيط وإدارة الحرب السيبرانية. ويُعدّ هذا جزءًا من برنامج طموح تُطلق عليه وكالة مشاريع الأبحاث الدفاعية المتقدمة (داربا) اسم «الخطة إكس»، ويتحدث الوصف العام عن «فهم ساحة المعركة السيبرانية»، وتقدير «أضرار المعركة»، والعمل في «مختبر الحرب السيبرانية» التابع للوكالة.[72]
- ابتداءً من سبتمبر/أيلول 2012، شُنّت هجمات حجب الخدمة على بورصة نيويورك وعدد من البنوك، بما في ذلك جي بي مورغان تشيس.[73] وتبنّت مجموعة قرصنة تُدعى «مقاتلو القسام الإلكترونيون»[74] هذه الهجمات، وأطلقوا عليها اسم «عملية أبابيل». نُفّذت الهجمات على عدة مراحل، واستؤنفت في مارس/آذار 2013.[75]
- في عام 2013، نُشر أول دليل تالين للقانون الدولي المنطبق على الحرب السيبرانية.[76] وجاء هذا المنشور نتيجة دراسة مستقلة لفحص ومراجعة القوانين المنظمة للحرب السيبرانية، برعاية مركز التميز التعاوني للدفاع السيبراني التابع لحلف شمال الأطلسي (الناتو) عام 2009.
- في فبراير 2013، صدر الأمر التنفيذي الرئاسي للبيت الأبيض رقم 13636 «تحسين الأمن السيبراني للبنية التحتية الحيوية».[77] وسلط هذا الأمر التنفيذي الضوء على السياسات اللازمة لتحسين الأمن السيبراني وتنسيقه، وتحديد البنية التحتية الحيوية، والحد من مخاطر الإنترنت، وتبادل المعلومات مع القطاع الخاص، وضمان دمج حماية الحريات المدنية والخصوصية.
- في يناير 2014، نُشر التوجيه الرئاسي رقم 28 (PPD-28) للبيت الأبيض بشأن «أنشطة استخبارات الإشارات».[78] سلّط هذا التوجيه الرئاسي الضوء على مبادئ وقيود الاستخدام وعملية جمع المعلومات الشخصية وحمايتها والشفافية المتعلقة بجمع ومراجعة أنشطة استخبارات الإشارات السيبرانية.
- في أغسطس/آب 2014، أُبلغ عن سرقة كميات هائلة من البيانات الحساسة من بنك جي بي مورغان تشيس (انظر خرق بيانات جي بي مورغان تشيس عام 2014)، وأفادت التقارير أن التحقيق الداخلي للشركة كشف أن البيانات أُرسلت إلى «مدينة روسية كبرى». وقيل إن مكتب التحقيقات الفيدرالي (FBI) يحقق فيما إذا كان الخرق ردًا على العقوبات التي فرضتها الولايات المتحدة على روسيا بسبب تدخلها العسكري في أوكرانيا عام 2014.[79][80]
- في 29 مايو 2014، كشفت شركة شركاء آي سايت، وهي شركة عالمية متخصصة في استخبارات التهديدات السيبرانية، عن عملية تجسس سيبراني «طويلة الأمد» و«غير مسبوقة»، تُعدّ «أكثر حملات التجسس السيبراني تعقيدًا باستخدام الهندسة الاجتماعية، والتي كُشف عنها حتى الآن في أي دولة». وُصفت العملية بـ«عملية مذيع الأخبار»، واستهدفت كبار العسكريين والدبلوماسيين الأمريكيين، وأعضاء الكونغرس، والصحفيين، وجماعات الضغط، ومراكز الأبحاث، ومقاولي الدفاع، بمن فيهم أدميرال بأربع نجوم.[81]
- في ديسمبر 2014، نشرت شركة سيلانس تحقيقًا حول ما يُسمى «عملية كليفر» التي استهدفت أكثر من 50 شركة عالمية رائدة، لم يُكشف عن هويتها، بما في ذلك في الولايات المتحدة. أقرّ مكتب التحقيقات الفيدرالي (FBI) ضمنيًا بالعملية، و«حذّر الشركات من توخي الحذر والإبلاغ عن أي نشاط مشبوه يُرصد على أنظمة حواسيبها».[82][83]
- في ديسمبر 2014، ردًا على اختراق شركة سوني الأمريكية (انظر اختراق سوني بيكتشرز انترتينمنت) الذي يُعتقد أن كوريا الشمالية تقف وراءه، فرضت الحكومة الأمريكية عقوبات اقتصادية جديدة على كوريا الشمالية وأدرجتها في قائمة الدول الراعية للإرهاب. بعد الاختراق، انقطع الإنترنت في معظم أنحاء كوريا الشمالية، ويُزعم أن الولايات المتحدة هي المسؤولة عنه، ولكن لم يُعثر على دليل قاطع يدعم هذا الادعاء.[84][85]
- في يناير/كانون الثاني 2015، اخترقت جماعة داعش الإرهابية القيادة المركزية الأمريكية، وسيطرت على حساباتها على تويتر ويوتيوب. ونشرت معلومات حساسة حصلت عليها خلال الهجوم على منصات التواصل الاجتماعي المختلفة.[86]
- في أبريل/نيسان 2015، حُدِّثت ونُشِرَت استراتيجية وزارة الدفاع السيبرانية.[8] ونُشِرَت الاستراتيجية الأصلية لوزارة الدفاع للعمل في الفضاء السيبراني[7] في يوليو/تموز 2011.
- في عام 2015، تعرّض مكتب إدارة شؤون الموظفين في الولايات المتحدة (OPM) لما وصفه مسؤولون فيدراليون بأنه من أكبر عمليات اختراق البيانات الحكومية في تاريخ الولايات المتحدة،[87] حيث سُرق ما يُقدّر بـ21.5 مليون سجل. وشملت المعلومات المستهدفة في الاختراق معلومات تعريفية شخصية، مثل أرقام الضمان الاجتماعي،[88] بالإضافة إلى الأسماء وتواريخ وأماكن الميلاد والعناوين،[89] ومن المرجح أنها تضمنت سرقة معلومات خلفية مفصلة تتعلق بالتصاريح الأمنية.
- في يونيو 2015، أدرجت وزارة الدفاع الأمريكية فصلاً مخصصًا للحرب السيبرانية في دليل قانون الحرب التابع لوزارة الدفاع.[1] انظر قسم الحرب السيبرانية في الصفحة 994.[90]
- في عام 2016، شنت القيادة السيبرانية هجمات على شبكات الكمبيوتر على داعش في إطار عملية السيمفونية المتوهجة بهدف تعطيل الاتصالات الداخلية والتلاعب بالبيانات وتقويض الثقة في أمن المجموعة.[91] تم التركيز بشكل خاص على حظر وصول الشخصيات الرئيسية إلى حساباتهم، وحذف ملفات الدعاية، وجعل الأمر يبدو وكأنه مشكلة عامة في تكنولوجيا المعلومات بدلاً من هجوم متعمد.[92] أثارت هذه العملية نقاشًا داخليًا في الحكومة الأمريكية حول ما إذا كان ينبغي تنبيه حلفائهم إلى أنهم سيهاجمون خوادم تقع داخل دول أخرى أم لا.[93]
- في مارس/آذار 2018، فرض مكتب مراقبة الأصول الأجنبية عقوبات على وكالتين استخباراتيتين روسيتين، هما جهاز الأمن الفيدرالي (FSB) ومديرية المخابرات الرئيسية (GRU)، لارتكابهما «هجمات إلكترونية مدمرة». وشملت هذه الهجمات هجوم «نوت بيتيا»، وهو هجوم يُزعم أن الجيش الروسي نفذه في فبراير/شباط، وفقًا لبيانات البيت الأبيض والحكومة البريطانية، والذي وصفته وزارة الخزانة الأمريكية بأنه «الهجوم الإلكتروني الأكثر تدميرًا وتكلفة في التاريخ».[94]
- في مارس/آذار 2018، اتهمت وزارة العدل الأمريكية تسعة إيرانيين بسرقة أسرار علمية لصالح الحرس الثوري الإيراني. وزعم المتهمون أنهم «سرقوا أكثر من 31 تيرابايت من البيانات الأكاديمية وحقوق الملكية الفكرية من جامعات، وحسابات بريد إلكتروني لموظفين في شركات القطاع الخاص، وهيئات حكومية، ومنظمات غير حكومية».[95]
- في سبتمبر 2018، نشرت وزارة العدل الأمريكية شكوى جنائية ضد بارك جين هيوك، وهو قرصان محترف يُزعم أنه يعمل لصالح مكتب الاستخبارات العسكرية لكوريا الشمالية، لارتكابه ثلاث هجمات إلكترونية: هجوم ضد شركة سوني بيكتشرز في عام 2014، وسرقة 81 مليون دولار من البنك المركزي في بنغلاديش في عام 2016، وهجوم الفدية واناكراي 2.0 ضد مئات الآلاف من أجهزة الكمبيوتر.[96]
- في سبتمبر/أيلول 2018، أذن البيت الأبيض بشن «عمليات سيبرانية هجومية» ضد التهديدات الخارجية، وذلك نتيجةً لتخفيف القيود المفروضة على استخدام الأسلحة الرقمية، تماشيًا مع توجيه الرئيس؛ المذكرة الرئاسية للأمن القومي رقم 13 (NSPM 13). يسمح هذا للجيش بتنفيذ مثل هذه الهجمات بعد عملية موافقة مُختصرة.[97]
- في أكتوبر/تشرين الأول 2018، أطلقت القيادة السيبرانية الأمريكية عملية «اللاهوت الاصطناعي» التي لا تزال سرية. ونُشر فريق من الخبراء في مقدونيا وأوكرانيا والجبل الأسود لتحديد هوية العملاء الروس الذين يتدخلون في الانتخابات. كما جمع الفريق معلومات استخباراتية حول القدرات السيبرانية الروسية، وهاجم وكالة أبحاث الإنترنت، وهي «مزرعة متصيدين مدعومة من الكرملين في سانت بطرسبرغ».[98][99]
- بدءًا من شهر مارس/آذار 2019 على الأقل، بدأت الولايات المتحدة في تطبيق عمليات سيبرانية مستمرة ضد شبكة الكهرباء الروسية، على ما يبدو بموجب مذكرة الأمن القومي الرئاسية رقم 13 (سبتمبر/أيلول 2018).:pages A1,A20[100][101]
- في يونيو/حزيران 2019، أعلن مستشار الأمن القومي الأمريكي جون بولتون أن العمليات السيبرانية الهجومية الأمريكية ستتوسع لتشمل «الاختراقات السيبرانية الاقتصادية».[102] ويبدو أن هذه التعليقات تشير إلى مزاعم سرقة الصين للمعلومات والبيانات من الشركات الأمريكية.[103]
- في يونيو/حزيران 2019، أمر الرئيس ترامب بشن هجوم إلكتروني على أنظمة الأسلحة إيران ردًا على إسقاط طائرة أمريكية مسيرة في مضيق هرمز وهجومين بالألغام على ناقلات نفط. أدت الهجمات إلى تعطيل أنظمة الحاسوب الإيرانية التي تتحكم في منصات إطلاق الصواريخ والقذائف. واستُهدف الحرس الثوري الإيراني تحديدًا.[104]

## للقراءة الإضافية
- Hunt، Edward (2012). "US Government Computer Penetration Programs and the Implications for Cyberwar". IEEE Annals of the History of Computing. ج. 34 ع. 3: 3. DOI:10.1109/mahc.2011.82. S2CID:16367311. مؤرشف من الأصل في 2018-12-03.
- Smeets, Max (4 July 2022). "A US history of not conducting cyber attacks". Bulletin of the Atomic Scientists. 78 (4): 208–213.
- Obama Order Sped Up Wave of Cyberattacks Against Iran with diagram, 1 June 2012